# 第一瓦肯多夫
第一瓦肯多夫是德国石勒苏益格－荷尔斯泰因州的一个市镇。总面积5.34平方公里，总人口416人，其中男性197人，女性219人（2011年12月31日），人口密度78人/平方公里。